# Słonne
Słonne – wieś w Polsce położona w województwie podkarpackim, w powiecie przemyskim, w gminie Dubiecko. Wschodnią część wsi stanowi dawniej samodzielna wieś Polchowa.
| SIMC    | Nazwa | Rodzaj    |
| ------- | ----- | --------- |
| 0601060 | Dział | część wsi |

W połowie XIX wieku właścicielką posiadłości tabularnej Słonne była hr. Eleonora Krasicka. W drugiej połowie XIX wieku właścicielem był Edmund Krasicki.
W latach 1975–1998 miejscowość administracyjnie należała do województwa przemyskiego.